# 新潟県道530号村上停車場線
新潟県道530号村上停車場線（にいがたけんどう530ごう むらかみていしゃじょうせん）は、新潟県村上市内を通る一般県道である。

## 概要

### 路線データ
- 起点：新潟県村上市田端町（村上駅）
- 終点：新潟県村上市片町（新潟県道3号新潟新発田村上線・新潟県道286号岩船港線交点）

## 接続する道路
- 村上市道（起点：村上市田端町、村上駅前）
- 新潟県道531号村上神林線（大町交差点）
- 新潟県道286号岩船港線（大町交差点 - 片町交差点（終点）で重複）
- 新潟県道3号新潟新発田村上線（終点：片町交差点）

## 周辺
- JR東日本羽越本線 村上駅
- 村上税務署
- 新潟地方法務局村上支局
- 新潟家庭裁判所村上出張所
- 村上簡易裁判所
- 村上警察署
- 村上市消防署
- 新潟県厚生農業協同組合連合会[1]
- 医療法人山北会 肴町病院[2]
- 新潟県村上地域振興局[3]
- 村上市役所
- 新潟県立村上高等学校
- 新潟県立村上桜ヶ丘高等学校
- 村上市立村上東中学校
- 村上市立村上第一中学校
- 村上市立村上南小学校
- 村上市立村上小学校
- 第四北越銀行 村上支店
- 第四北越銀行 村上中央支店
- 大光銀行 村上支店
- 新潟県労働金庫 村上支店
- 村上信用金庫
  - 本店
  - 駅前支店
- JAにいがた岩船 村上支店
- 村上郵便局
- 村上小町郵便局
- 村上久保多町郵便局
- 村上西ショッピングセンター
  - 原信 村上西店
  - クスリのコダマ 村上西店
- クスリのコダマ 村上店
- 三面川
- 三面川中洲公園
- 三面川東河川緑地
- 臥牛山（標高 135m）
  - 村上城跡
- 村上体育館
- 村上歴史文化館
- 村上市郷土資料館